# Хліб веда
Хліб веда — солодовий хліб, що продається в Північній Ірландії та Ірландській Республіці. Це невеликий батон карамельного кольору з дуже м'якою консистенцією у свіжому вигляді. Allied Bakeries Ireland (ABI) є лідером на ринку з більш ніж 81-відсотковою часткою вартості ринку веди в Північній Ірландії, який вона продає як «Sunblest Veda».
У Північній Англії хліб веда — це зовсім інше: солодкий, липкий коровай, приготований із чорною патокою. Їдять його нарізаним, сухим або з маслом, або маргарином. Меляса у патоці допомагає зберегти суміш, а цінителі хліба веда залишать свіжоспечений коровай на кілька тижнів у закритій формі для випікання, щоб аромати дозріли до того, як вони його з'їдять.

## Секретна формула
Досі неможливо знайти рецепт короваю веда, через сто років після його винайдення. Однак віддані особи мали добрі результати, дотримуючись інструкцій щодо солодового хлібного короваю, але без фруктів та алкоголю.
Хоча солодкий хліб, веду часто їдять підсмаженим із маслом та сиром, хоча багато хто воліє додавати варення або мармелад. Зазвичай його їдять як закуску.
У пекарнях веди зберігаються всі оригінальні рецепти хліба веда. Veda Bakeries — компанія, зареєстрована законом. Компанія базується у Східному Лотіані, а власником її є Джим Керр із Forthestuary Cereals.
Нібито формула веди натрапила на щастя, коли економ фермера Данді випадково використав вологу пшеницю, яка проросла, для отримання солодової пшениці. Це дало солодкосолодовий ароматизований хліб — і хліб веда народився.